# تورنيكي شينغيليا
تورنيكي شينغيليا مواليد 5 أكتوبر 1991 في تبليسي، جورجيا، هو لاعب كرة سلة محترف جورجي بدأ مسيرته الاحترافية في سنة 2008 حيث تم اختياره من قبل فريق فيلادلفيا سفنتي سيكسرز خلال الدرافت، يلعب مع فريق ساسكي باسكونيا ويحمل الرقم 7. يبلغ طوله 6 قدم 9 بوصة (2.1 م).

## فرق لعب لها
- فالنسيا باسكت
- بروكلين نتس
- شيكاغو بولز
- ساسكي باسكونيا

## إحصائيات المسيرة

### الرابطة الوطنية لكرة السلة

#### الموسم الاعتيادي
| السنة   | الفريق      | لعب | بدأ | دقيقة | ميداني% | ثلاثية | حرة  | ارتداد | صنع | استلاب | تصدي | نقطة |
| ------- | ----------- | --- | --- | ----- | ------- | ------ | ---- | ------ | --- | ------ | ---- | ---- |
| 2012–13 | بروكلين نتس | 19  | 0   | 4.9   | .435    | .500   | .563 | 1.2    | .2  | .2     | .1   | 1.6  |
| 2013–14 | بروكلين نتس | 17  | 0   | 8.1   | .458    | .000   | .375 | .8     | .7  | .1     | .1   | 1.5  |
| 2013–14 | شيكاغو بولز | 9   | 0   | 1.9   | .500    | .000   | .000 | .2     | .2  | .1     | .0   | .4   |
| المسيرة |             | 45  | 0   | 5.5   | .451    | .125   | .500 | .9     | .4  | .1     | .1   | 1.3  |

## روابط خارجية
- تورنيكي شينغيليا على موقع الاتحاد الدولي لكرة السلة (الإنجليزية)
- تورنيكي شينغيليا على موقع الدوري الأوروبي لكرة السلة (الإنجليزية)
- تورنيكي شينغيليا على موقع إن بي أي (الإنجليزية)
- تورنيكي شينغيليا على موقع سبورتس رفرنس (الإنجليزية)
- تورنيكي شينغيليا على موقع الدوري الإسباني لكرة السلة (الإسبانية)
- تورنيكي شينغيليا على موقع كرة السلة الأوروبية.كوم (الإنجليزية)
- تورنيكي شينغيليا على موقع DraftExpress.com (الإنجليزية)
- تورنيكي شينغيليا على موقع إي إس بي إن.كوم (الإنجليزية)
- تورنيكي شينغيليا على موقع ريلجم (الإنجليزية)
- تورنيكي شينغيليا على موقع بروبوليرز (الإنجليزية)